# Stroombroek (recreatieplas)
Stroombroek, in de volksmond ook wel het Braamtse Gat genoemd, is een voormalige zandwinningplaats gelegen bij het dorp Braamt, gelegen tussen 's-Heerenberg en Doetinchem.
Het meer dat na de zandwinning (ten behoeve van Rijksweg 18) ontstond, is populair in de regio Bergh/Montferland, de Duitse grensstreek en ook veel mensen uit Doetinchem verblijven er in de zomer en lente. De ligging van het meer is bijzonder want het ligt aan de voet van de Montferlandse heuvels en heeft daarmee vooral gezien vanuit het noorden een haast on-Nederlandse aanblik. Aan de oostelijke kant van het meer ligt het gelijknamige bungalowpark Stroombroek, een bungalowpark in neogriekse stijl. Aan de westzijde van het meer bevindt zich een waterskibaan die in 2006 is geopend. Aan de oostzijde bevindt zich het wellnesscentrum Palestra en aan de noordzijde is sinds 2004 naaktrecreatie toegestaan.
Attractiepark Het Land van Jan Klaassen ligt tegen de plas aan.

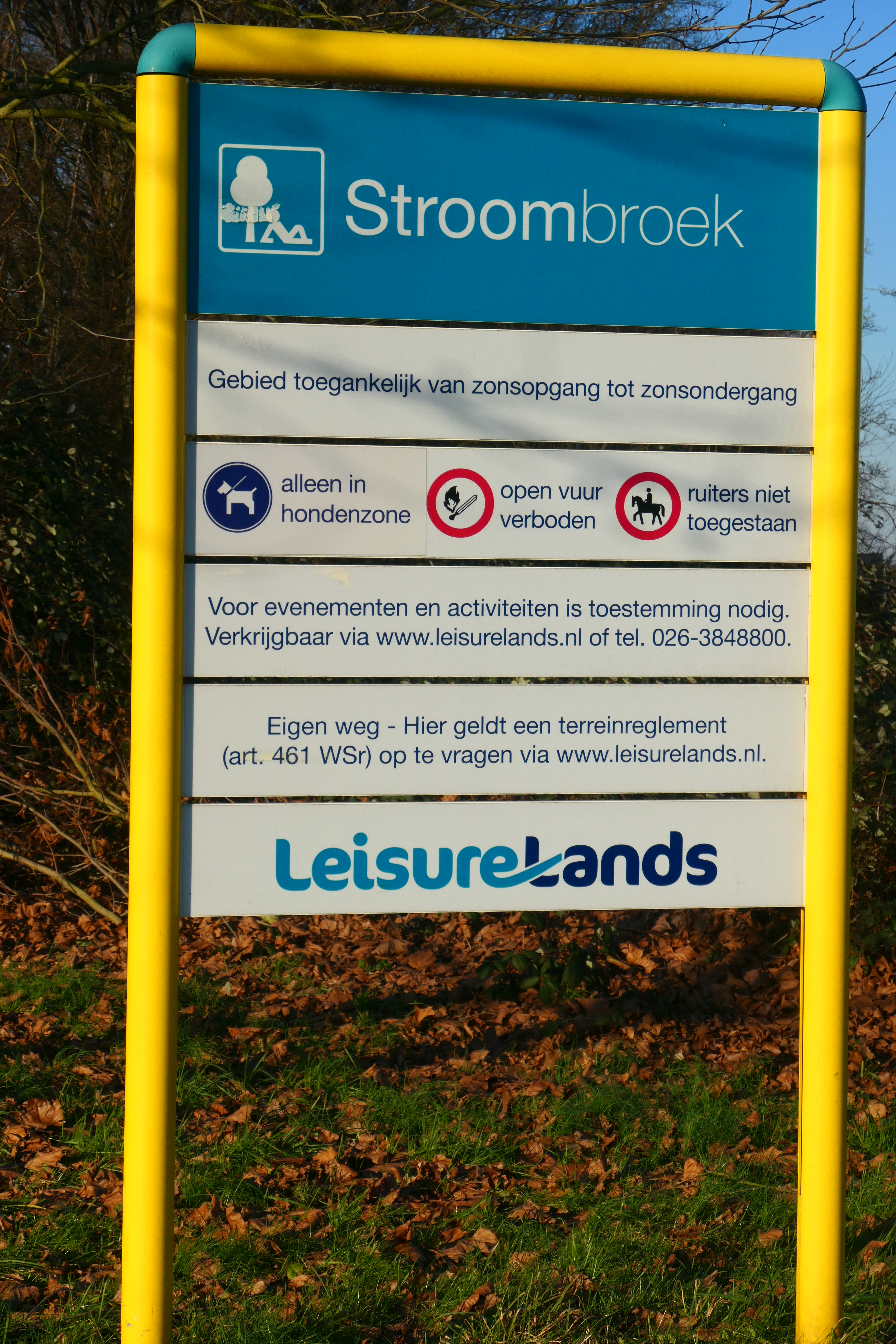
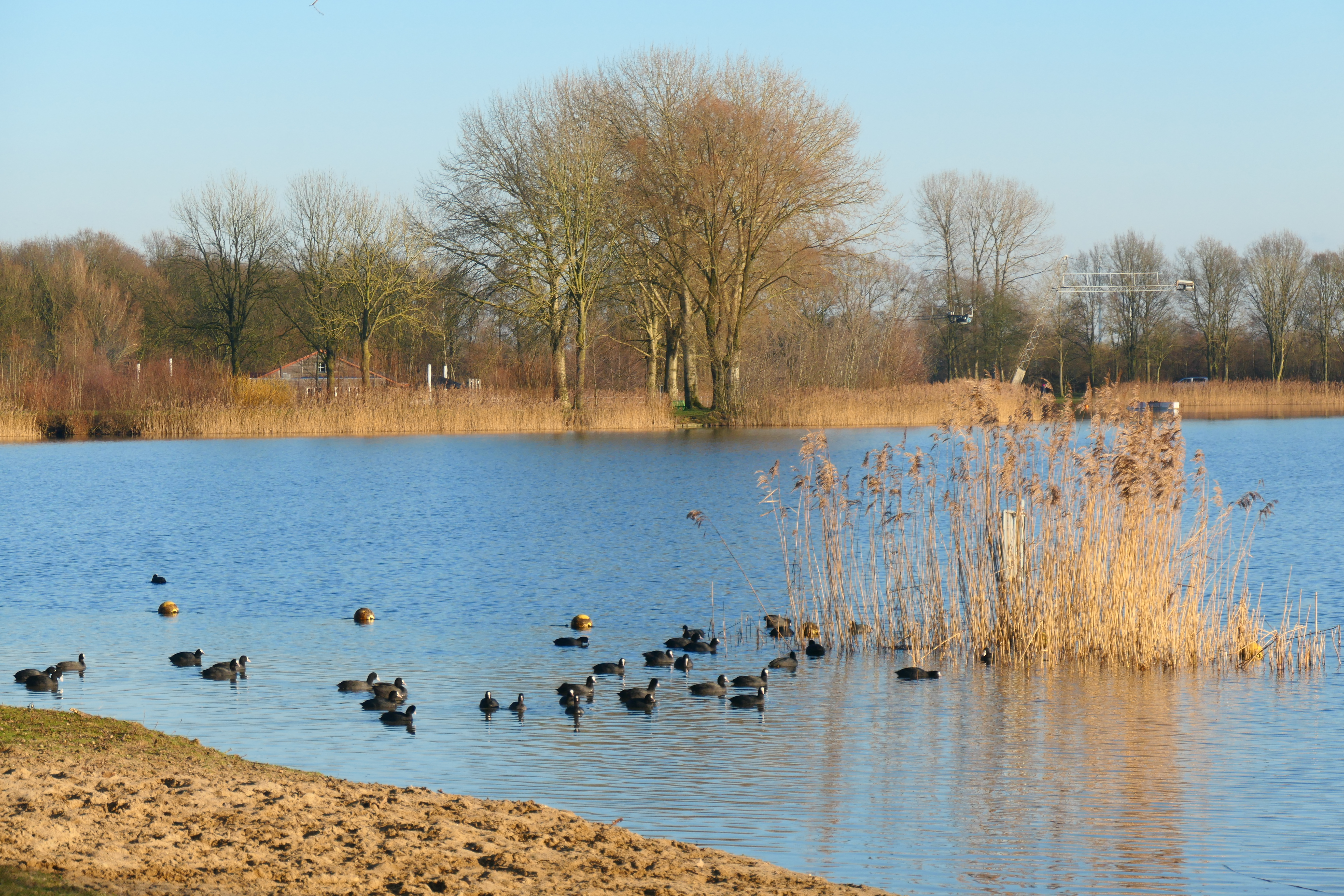
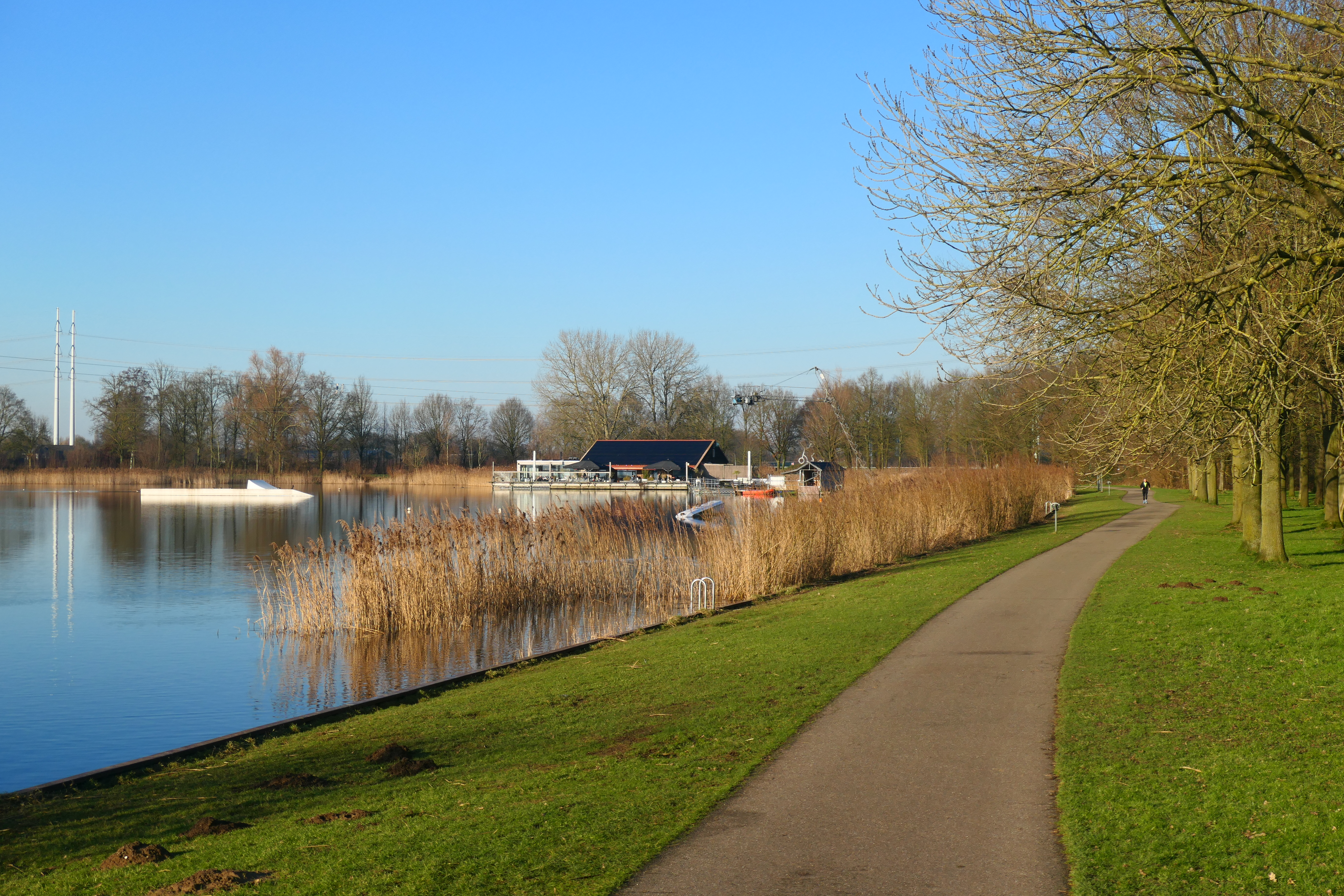
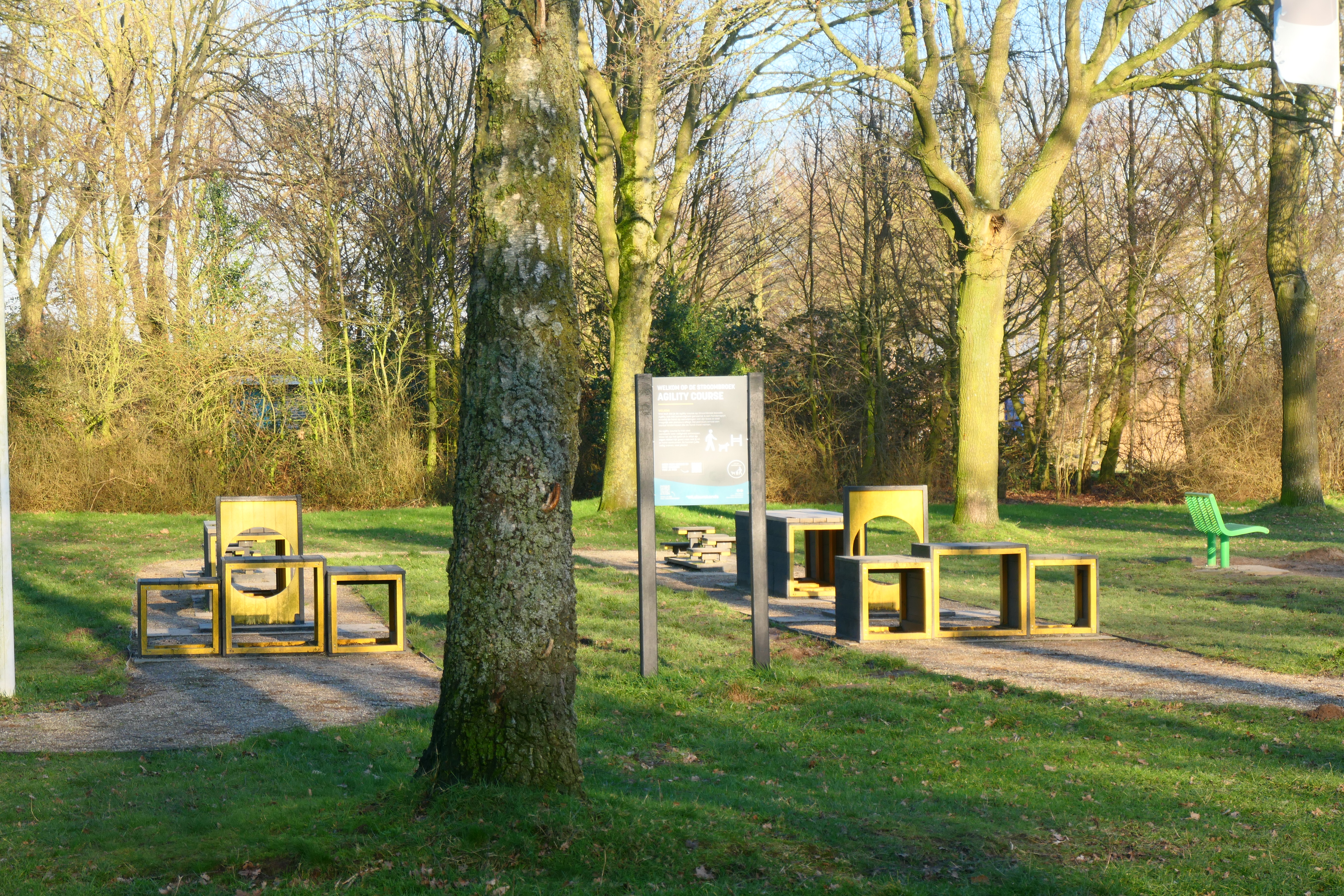
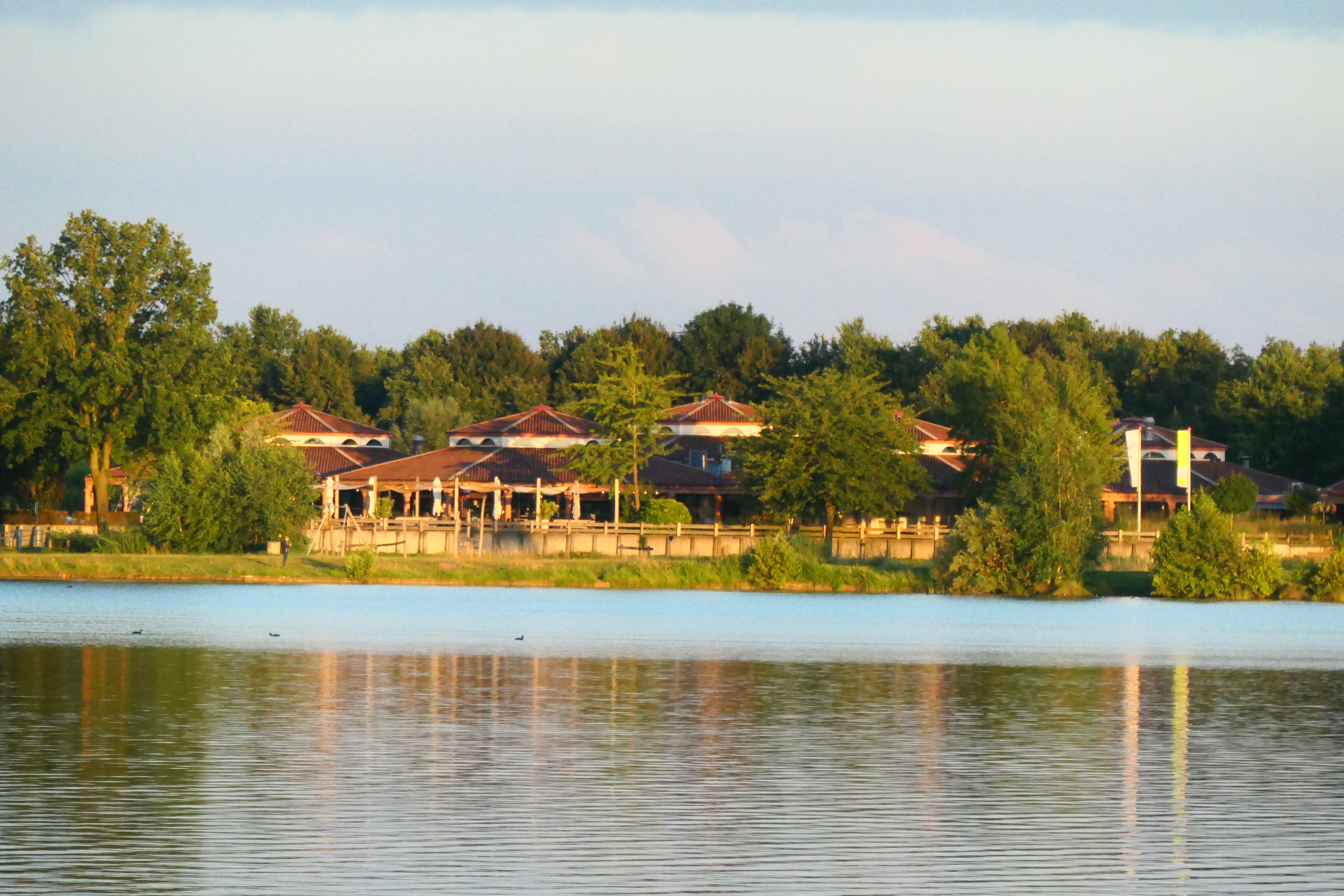
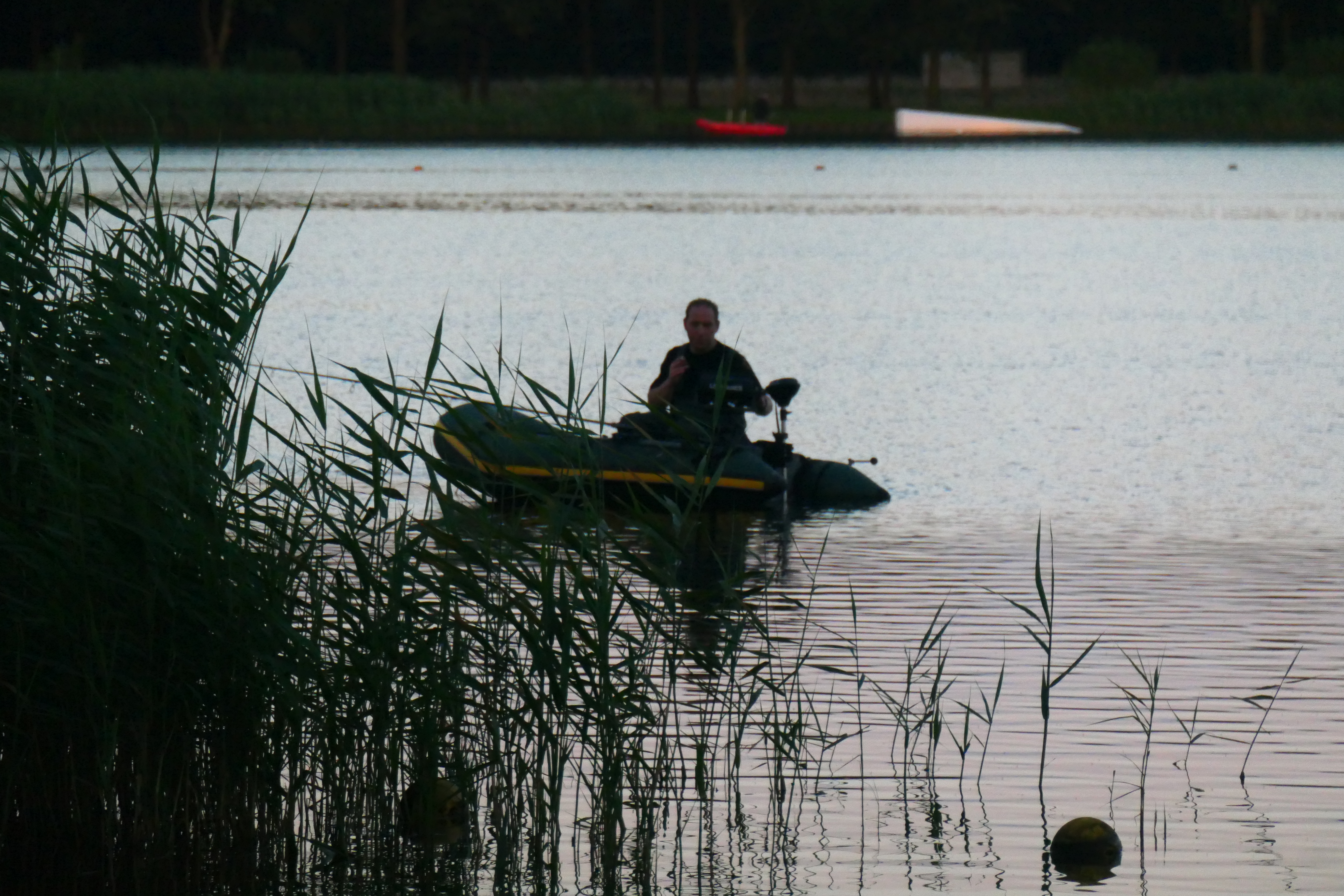